# 小石川事件
小石川事件（こいしかわじけん）は、2002年（平成14年）7月31日に、東京都文京区小石川のアパート室内で発生したとされる強盗殺人事件（以下、「本事件」と記載する。）である。
被害者は当時84歳の女性であり、口に白色タオルを詰められた窒息死体で発見された。部屋からは現金約2000円が奪われていたという。
この事件で逮捕・起訴されたI（当時22歳）は、公判より一貫して冤罪を訴えている。しかし一審・控訴審・上告審でいずれも無期懲役の判決が下され、刑が確定した。45歳となった今も千葉刑務所で服役中である。本事件は現在、日本弁護士連合会による再審支援の対象となっている。第1次再審請求の棄却を受け、弁護団が第2次再審に向けた準備を進めている。

## 事件の概要
2002年8月1日朝、文京区小石川のアパート一室で、単身高齢女性が死亡しているのが発見された。遺体は口にタオルを詰められており、死因は窒息とされた（死亡推定時刻は、前日７月31日の午後7時10分から午後10時ころまでの間とされている）。現金約2000円入りの財布が盗まれていたことなどから、警察は強盗殺人事件として捜査を開始した。
22歳のIは、被害者と同じアパートの別室に住んでいた。本事件から1ヵ月後の9月1日、Iは当該アパートで発生した住居侵入・窃盗容疑で逮捕された。その後警察は、Iを本事件の容疑者としても継続的に追及した。逮捕から110日目となる2002年12月19日、Iは本事件への関与を自白した。これを受けた警察は、翌2003年1月12日、Iを強盗殺人容疑で再逮捕した。
Iは公判当初から、一貫して無罪を主張した。自白は強要されたものであると述べ、本事件への関わりを全面的に否認した。

## 支援と評価
本事件は、日弁連が支援する全国の再審請求事件の中でも、特に冤罪の可能性が高いとされた10件の支援対象事件のひとつである。全国的な知名度は高くないが、再審請求において新たに提出されたDNA鑑定結果や、物的証拠との矛盾点などから、犯人とされたIの関与には合理的疑いが生じると日弁連は評価している。
2017年には市民団体「小石川えん罪事件の再審を支援する会」が発足し、署名活動や裁判所要請、街頭宣伝、現地調査、犯行再現実験等の情報発信を通じて、より多くの支援と協力を呼びかけている。
また布川事件の当事者として知られる、社会運動家の桜井昌司氏（故人）も、生前ブログにて小石川事件に言及し、支援の姿勢を示していた。桜井氏は事件現場の状況やIの供述の不自然さ、証拠の欠落などを指摘したうえで、「この小石川事件も、必ず再審で無罪になる日が来る」「ホントに日本の司法は狂ってるよ」などと述べ、日本の冤罪構造の一端として本件をとりあげ、問題視していた。
さらにオウム真理教事件の報道などで知られるジャーナリストの江川紹子氏も、本事件に対して冤罪の可能性ありとの見解を示している。2018年4月26日に開催された「小石川えん罪事件の真相を開く会」において、講師を務めた江川氏は、下記メッセージを支援会ニュースレターに寄せている。
「有罪判決は、化粧水の瓶の指紋と自白を、有力な証拠としています。しかし、瓶のあった戸棚を物色したなら、扉やその前に置いてあるラジオにも指紋がついていなければ変です（瓶の指紋は、（Iが）過去に被害者宅に盗みに入った時についた可能性があります）。現場には、他にI氏の指紋はなく、彼の毛髪等も落ちていません。被害者の口に押し込んだタオルにも、彼のDNAはなく、それどころか他人のDNAが検出されたとのこと。彼が犯人ならありそうな証拠がなく、自白が有力な証拠になっているという点は、再審無罪となった布川事件にも似ています。当時の芳しくない生活態度ゆえに、別件で逮捕・起訴され、身柄拘束が続く中、捜査員から虚実とりまぜた追求を受けて"自白”に追い込まれたのも同じです。本件でも、今なお隠された証拠の中に真相に近づくヒントがあるかもしれません。徹底的な証拠開示が必要な事件だと思います」

## 主な争点・証拠の問題点
物的証拠の欠如と状況証拠の矛盾
犯行現場室内において、犯人が接触したとされるラジオやタンス引き出しなどの物品から、Iの指紋・掌紋が一切検出されていない。
被害者の衣服から、Iの着衣の繊維片が一切検出されていない（※詳細は後述）。
被害者の口腔に詰められていた白タオルからは、Iと異なるDNA型（ミトコンドリアDNA-HV1型）が検出されている。これはIはもとより、被害者の友人、通いのヘルパー含む、当該タオルに触れた多数の人間のDNAと異なっており、それ以外の他者、すなわち真犯人の関与を示唆するものとされている。
※確定判決が信用に足るとしたIの自白によれば、Iは犯行時、被害者をうしろに引き倒したあと、自身の体の左側を被害者の左脇腹あたりに強く当てる体制で押さえつけ、被害者の口腔内にタオルを押し込む等して、気道閉塞により窒息死させたとされている。
しかし、これほどの接触があったにもかかわらず、被害者の衣服からIの着衣の繊維片は一切検出されていない。
通常、このような密着接触があれば、繊維の移着する可能性は高いとされており、この結果は自白内容との重大な矛盾として弁護側が主張している。
自白の任意性と取調べの違法性
１　Iの自白は、前述した2002年9月1日の窃盗容疑での逮捕以降、トイレに行かせない、暴言・暴力（頭部への平手打ち）といった人権侵害を伴う取調によりなされた。2002年12月から翌1月にかけては、77時間以上の取調を強要されてもいる。
２　うさぎの毛が被害者宅に落ちていたとIに伝え、「Iが飼っていたうさぎの毛が見つかった」と虚偽の情報を示し、心理的圧迫をかけて自白を誘導した経緯がある。
３　Iは逮捕以来3カ月半以上勾留され、昏睡強盗の別件を持ち出され、殺人を認めれば別件は起訴しないとの利益誘導や偽計、脅迫を受けた。
Iは自白について、「任意ではない」として、公判で全面的に撤回した。
他方ここについての司法判断は、上記３点を事実と認めたものの、「取調は任意であり強要の事実はない」というものであった。
自白の背景とIの述懐
Iは、2002年に窃盗容疑で逮捕され、過酷な取調べの中で本強盗殺人事件の自白に至ったが、その背景には深刻な心理的圧力と精神的追い込みがあったと語っている。
当時22歳のIは、定職にも就かず、借金を抱えるなど、自堕落な生活を送っていたことから、警察は当初からIを犯人と決めつけ、暴言・暴行・脅迫・偽計といったさまざまな手段で自白を迫ったという。
　
犯行を前提とした追認のみを求めるような取調べが連日繰り返され、次第にIは「何をいっても無駄」「とにかくこの取調から解放されたい」と思うようになり、ついには誘導されるままに虚偽の自白を行い、署名・捺印した。
Iは後に、「当時の自分には、正しく否認し続ける精神的な強さがなかった」と述べており、暴力や暴言に加え、生理的要求の拒否、家族や恋人の名前を出しての精神的な揺さぶりなど、取調側からのあらゆる圧力が重なって、自白に至ったことを説明している。
またIは、「自白してもそれだけで犯人とされることはないと思っていた」と語る一方で、「投げやりな気持ちで、自分にはもう生きる価値がないと感じていた」とも述懐しており、将来への希望を完全に失った心理状態で、迎合的自白をしてしまったことを告白している。
※本記述は、Iが千葉刑務所から支援団体に寄せた直筆メッセージ（2024年8月26日発行支援会ニュースレター掲載）に基くものである。
自白内容の非現実性
また、Iの自白内容の中には、現実的に考えづらい点が複数含まれている。
たとえば確定判決において、「在宅中の被害者が、台所で背を向けて立っているのを見て、洗い物をしている隙に金を盗めると思って部屋に侵入した」というような供述があるが、事件現場であるアパートの一室は、玄関を入るとすぐに室内が見渡せる4.5畳の一間である。
このような物理的状況を無視した供述内容は、現場の実情と著しく乖離しており、自白そのものの信憑性に重大な疑問を生じさせるものとされている。
こういった事実は、上述した「何をいっても無駄」「とにかくこの取調から解放されたい」という当時のIの心境に鑑みれば、迎合的自白であるとの見解に弁護側が至る根拠とされている。

## 裁判の経緯
- 2002年7月31日 - 本強盗殺人事件発生
- 2002年9月1日 - 別件の窃盗容疑でI逮捕
- 2003年1月12日 - 強盗殺人容疑でI再逮捕
- 2004年3月29日 - 東京地方裁判所、無期懲役判決（村瀬均裁判長）
- 2004年12月21日 - 東京高等裁判所、控訴棄却判決（安東文夫裁判長）
- 2005年6月17日 - 最高裁判所第一小法廷、上告棄却決定（才口千晴裁判長）
- 2007年２月20日 - I、獄中から日本弁護士連合会に再審支援要請
- 2015年5月22日 - 日弁連、再審支援を決定
- 2015年6月24日 - I、東京地裁に再審請求（担当裁判官：小森田恵樹）
- 2016年11月 - 国民救援会支援決定
- 2017年4月13日 - 「小石川えん罪事件の再審を支援する会」結成
- 2018年3月 - 警察が証拠の一部を開示
- 2020年3月31日 - 東京地裁、再審請求を棄却
- 2021年4月7日 - 東京高裁・第2刑事部、即時抗告を棄却
- 2022年12月12日 - 最高裁第3小法廷、特別抗告を棄却[4]
- 2025年8月現在 - 第二次再審請求準備中

## 支援団体
2017年以降、有志により結成された「小石川えん罪事件の再審を支援する会」が中心となり、再審請求の支援、署名活動、情報発信などを行っている。支援者にはかつてIと川越少年刑務所で共に過ごした人物もおり、当時のIの人柄を証言している。

### Iの人柄
Iは25歳当時、小柄で整った顔立ち、繊細で物静かな雰囲気の青年であった。川越少年刑務所では、激しい運動訓練にも必死に取り組み、倒れてもなお挫けず、職員からの叱責にも耐える姿が印象的であったという。
また所持金が少なく、自弁品のシャンプーを購入できずに官物の石鹸で頭を洗っていたが、愚痴をこぼすことはなく、周囲の受刑者に対してときおり笑顔を見せるなど、心優しい人物であったと証言してもいる。

### 再審請求の争点と現状
DNA型鑑定結果の矛盾
犯行の凶器となったタオルから検出されたDNA型が、Iのものとは異なり、弁護側は「真犯人の可能性の高い人物のDNA型が検出された」と主張した。
取調べにおける違法な圧力
任意性のない長時間取調べ、暴力的手段、事実に基づかない情報をもとにした虚偽の自白誘導があったとされる。
物的証拠との不整合
Iが犯行に及んだとする状況に矛盾する、多数の科学的証拠が再審資料として提出された。
東京地裁は2020年3月に再審請求を棄却し、弁護団は東京高裁に即時抗告をした。
東京高裁は2021年4月7日、この請求を棄却した。
また、弁護士の澤藤統一郎はこの件に関連して、「証拠開示を拒む検察官の姿勢は法的正義に反する」と強く批判している。